# Gary McAllister
Gary McAllister(Motherwell, Escocia, 25 de diciembre de 1964) es un exfutbolista y entrenador escocés. McAllister jugó principalmente como mediocampista, en una exitosa carrera que abarca más de veinte años en clubes de su país e Inglaterra y en la selección de fútbol de Escocia.

## Trayectoria
Comenzó su carrera en el equipo local Motherwell antes de mudarse al sur de la frontera con el Leicester City a la edad de 20. McAllister luego pasó a jugar en el Leeds United, y más tarde continuó su carrera en el Coventry City cortada por un paso en el Liverpool FC. 
Su capacidad de liderazgo se hizo notable, y pasó cuatro años de éxito como capitán de Escocia, además de dos temporadas como capitán del Leeds United. Se le concedió una Orden del Imperio Británico en 2001 en reconocimiento a su contribución al fútbol. 
Cuando su carrera como jugador llegó a su fin empezó la de entrenador. Lo hizo por primera vez durante su segunda estancia en Coventry City, cuando fue nombrado director en abril de 2002. Permaneció en el club hasta que temporalmente dejó el cargo en diciembre de 2003 para cuidar de su esposa, Denise, quien sufría de cáncer de mama. Dimitió un mes más tarde y no volvió a dirigir hasta 2008, cuando se hizo cargo del Leeds United en enero para reemplazar a Dennis Wise, siendo destituido a finales de año. Posteriormente, en 2011, sustituyó a Gérard Houllier al frente del Aston Villa como entrenador interino. Fue asistente en el Liverpool FC desde 2015 hasta 2018. En mayo de 2018 fue reclutado por Steven Gerrard para ser su segundo entrenador en Glasgow Rangers. En enero de 2022 se fue con Gerrard a Aston Villa. El 25 de octubre dejó el cargo luego del despido de Gerrard.

## Selección nacional
Ha sido internacional con la Selección de fútbol de Escocia durante nueve años, jugando en 57 partidos y marcando cinco goles.

### Participaciones en Copas del Mundo
| Mundial                        | Sede   | Resultado    |
| ------------------------------ | ------ | ------------ |
| Copa Mundial de Fútbol de 1990 | Italia | Primera fase |

### Participaciones en Eurocopas
| Torneo        | Sede       | Resultado    |
| ------------- | ---------- | ------------ |
| Eurocopa 1992 | Suecia     | Primera fase |
| Eurocopa 1996 | Inglaterra | Primera fase |

## Clubes

### Como jugador
| Club           | País       | Año         | Partidos | Goles |
| Motherwell FC  | Escocia    | 1981 - 1985 | 70       | 8     |
| Leicester City | Inglaterra | 1985 - 1990 | 201      | 46    |
| Leeds United   | Inglaterra | 1990 - 1996 | 231      | 31    |
| Coventry City  | Inglaterra | 1996 - 2000 | 119      | 20    |
| Liverpool FC   | Inglaterra | 2000 - 2002 | 55       | 5     |
| Coventry City  | Inglaterra | 2002 - 2004 | 55       | 10    |

### Como entrenador
| Club                        | País       | Año         |
| --------------------------- | ---------- | ----------- |
| Coventry City               | Inglaterra | 2002 - 2004 |
| Leeds United                | Inglaterra | 2008        |
| Aston Villa (interino)      | Inglaterra | 2011        |
| Liverpool FC (asistente)    | Inglaterra | 2015        |
| Glasgow Rangers (asistente) | Escocia    | 2018 - 2021 |
| Aston Villa (asistente)     | Inglaterra | 2021 - 2022 |

## Palmarés

### Campeonatos nacionales
| Título           | Club         | País       | Año     |
| ---------------- | ------------ | ---------- | ------- |
| Primera División | Motherwell   | Escocia    | 1984/85 |
| Football League  | Leeds United | Inglaterra | 1991/92 |
| Charity Shield   | Leeds United | Inglaterra | 1992    |
| Copa de la Liga  | Liverpool    | Inglaterra | 2000/01 |
| FA Cup           | Liverpool    | Inglaterra | 2000/01 |
| Community Shield | Liverpool    | Inglaterra | 2001    |

### Copas internacionales
| Título              | Club      | País       | Año     |
| ------------------- | --------- | ---------- | ------- |
| Copa UEFA           | Liverpool | Inglaterra | 2000/01 |
| Supercopa de Europa | Liverpool | Inglaterra | 2001    |